# NGC 4673
NGC 4673 is een elliptisch sterrenstelsel in het sterrenbeeld Hoofdhaar. Het hemelobject werd op 6 april 1785 ontdekt door de Duits-Britse astronoom William Herschel.

## Synoniemen
- UGC 7933
- MCG 5-30-73
- MK 656
- ZWG 159.70
- PGC 43008